# Юридическая реабилитация (СССР)

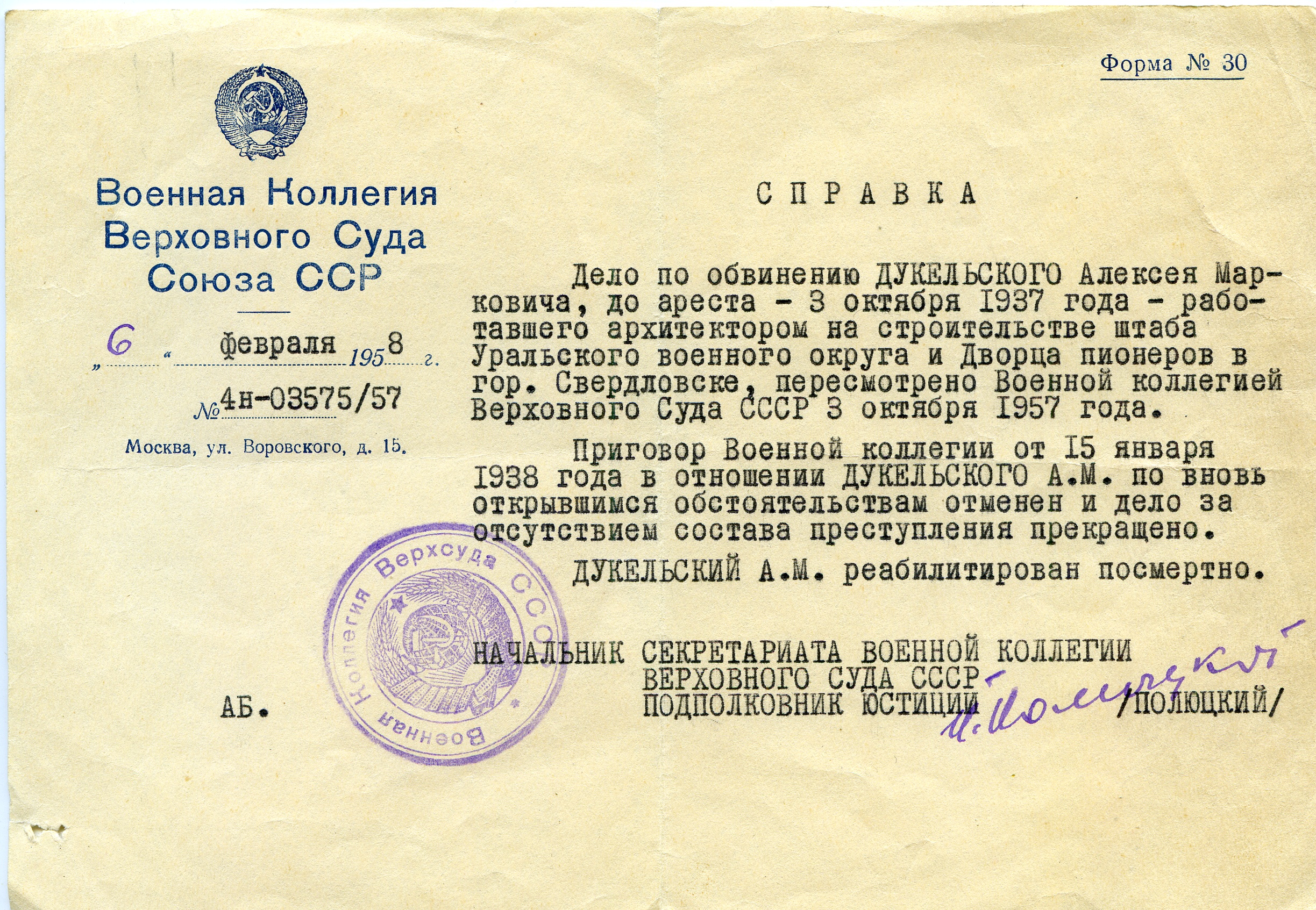
Справка об отмене ранее вынесенного приговора и посмертной реабилитации расстрелянного архитектора

Юридическая реабилитация (позднелат. rehabilitatio, восстановление) — восстановление в правах, восстановление утраченного доброго имени, отмена необоснованного обвинения невиновного лица либо группы лиц из-за «отсутствия состава преступления».
Реабилитация отличается от амнистии, помилования, декриминализации полным восстановлением прав и репутации ввиду ложного (неверного) обвинения.
Судебные ошибки существовали у всех народов и во все времена, соответственно и реабилитация известна с древнейших времён. Реабилитация также производится в отношении жертв необоснованных политических и иных репрессий, массового террора и геноцида со стороны государства, которые выполнялись как в судебном, так и в несудебном (административном) порядке. В соответствии с УПК РФ (5 статья) реабилитация — это порядок восстановления прав и свобод лица, незаконно или необоснованно подвергнутого уголовному преследованию, и возмещения причиненного ему вреда.

## История
Исторически термин «реабилитация» исходит от средневекового французского института помилования осуждённого с восстановлением его прежних прав. Данное понятие впервые было употреблено французским легистом Bleynianus.
Советское уголовное право определяло термин «реабилитация» как восстановление в прежнем состоянии невиновного лица, которое было привлечено к уголовной ответственности необоснованно.
УПК РФ содержит определение термина «реабилитация» в пункте 34 ст. 5 как порядок восстановления прав и свобод лица, незаконно или необоснованно подвергнутого уголовному преследованию, и возмещения причинённого ему вреда. Реабилитированным признаётся лицо, имеющее право на возмещение вреда, причинённого ему в связи с незаконным или необоснованным уголовным преследованием (пункт 35 ст. 5 УПК РФ).
В СССР особое распространение термин «реабилитация» получил при Н. С. Хрущёве в связи с реабилитацией сотен тысяч людей, репрессированных при И. В. Сталине, притом части — посмертно.
Процесс реабилитации репрессированных лиц в СССР начался в 1953—1954 гг., были отменены незаконные акты против народов, подвергнувшихся переселению и высылке, признаны незаконными решения внесудебных органов ОГПУ—НКВД—МГБ, вынесенные по политическим делам. Однако, уже в середине 1960-х гг. число реабилитированных постепенно сокращается, причиной чему становятся рецидивы тоталитарной политики государства, в числе которых имеются попытки вернуться к сталинским идеологическим установкам.
Процесс реабилитации получил продолжение в конце 1980-х гг. Постановлением Политбюро ЦК КПСС от 11 июля 1988 г. «О дополнительных мерах по завершении работы, связанной с реабилитацией необоснованно репрессированных в 30—40-е годы и начале 50-х годов» было дано поручение Прокуратуре СССР и КГБ СССР в связке с местными органами власти продолжить работу по пересмотру дел в отношении лиц, репрессированных в 1930—1940 гг., без необходимости наличия заявлений о реабилитации и жалоб от репрессированных граждан.
16 января 1989 г. принят Указ Президиума Верховного Совета СССР, отменяющий внесудебные решения, вынесенные в период 1930-х — начала 1950-х гг. внесудебными «тройками» НКВД—УНКВД, коллегиями ОГПУ и «особыми совещаниями» НКВД—МГБ СССР. Все граждане, которые подверглись репрессиям со стороны данных органов были реабилитированы, исключая изменников Родины, карателей, нацистских преступников, работников, занимавшихся фальсификацией уголовных дел, а также лиц, совершивших убийства. По сведениям, предоставленным Генеральной прокуратурой РФ и МВД РФ, за весь период реабилитации на момент 1 января 2002 г. было реабилитировано свыше 4 миллионов граждан, включая 2 438 000 человек, которые были осуждены в судебном и несудебном порядке к мерам уголовного наказания.

## Реабилитация в Российской Федерации

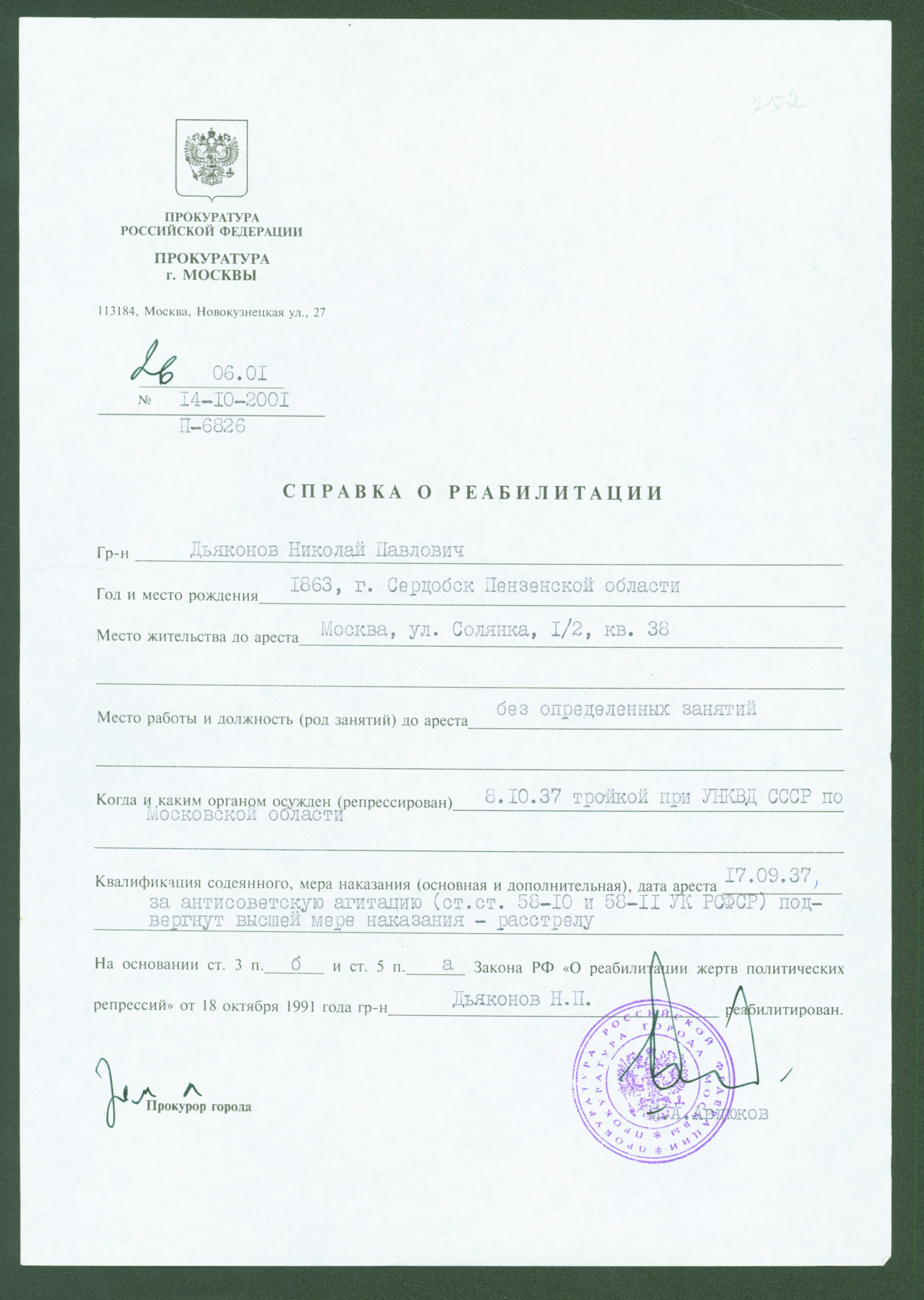
Справка о реабилитации репрессированного

При Президенте РФ на постоянной основе действует Комиссия по реабилитации жертв политических репрессий, председателем которой с 16 апреля 2007 года является Михаил Алексеевич Митюков. Данная комиссия решает вопросы реабилитации репрессированных лиц, групп и общностей, занимается проблемами устранений пробелов и коллизий в российском законодательстве относительно вопросов реабилитации, изучением, анализом и оценкой политических репрессий, оказывает содействие региональным и федеральным органам в издании региональных, муниципальных и федеральных «книг памяти жертв политических репрессий», действует на основании Указа Президента РФ от 25.08.2004 № 1113 «Об утверждении положения о комиссии при Президенте РФ по реабилитации жертв политических репрессий».
26 апреля 1991 года издается Закон РСФСР № 1107-1 «О реабилитации репрессированных народов», осудивший «политику произвола и беззакония, практиковавшуюся на государственном уровне, являвшуюся противоправной, оскорблявшую достоинство не только репрессированных…»
Данный законодательный акт реабилитировал репрессированные нации, народности и этнические группы, исторически сложившиеся культурно-этнические общности людей, включая казачество, в отношении которых по признакам национальной или иной принадлежности проводилась на государственном уровне политика клеветы и геноцида, сопровождавшаяся их насильственным переселением, упразднением национально-государственных образований, перекраиванием национально-территориальных границ, установлением режима террора и насилия.(ст.2 Закона № 1101-1)
В Российской Федерации с 1991 года проводится работа по реабилитации жертв политических репрессий и массового террора, проводимого органами исполнительной и законодательной власти РСФСР и СССР.
Для этого приняты ряд законодательных актов, среди которых:
Закон РФ «О реабилитации жертв политических репрессий» от 18.10.1991 № 1761-1, который содержит формулировку, полностью отражающую как содержание данного законодательного акта, так и дальнейших правовых актов, его дополняющих:

За годы Советской власти миллионы людей стали жертвами произвола тоталитарного государства, подверглись репрессиям за политические и религиозные убеждения, по социальным, национальным и иным признакам.
Осуждая многолетний террор и массовые преследования своего народа как несовместимые с идеей права и справедливости, Федеральное Собрание Российской Федерации выражает глубокое сочувствие жертвам необоснованных репрессий, их родным и близким, заявляет о неуклонном стремлении добиваться реальных гарантий обеспечения законности и прав человека.
Целью настоящего Закона является реабилитация всех жертв политических репрессий, подвергнутых таковым на территории Российской Федерации с 25 октября (7 ноября) 1917 года, восстановление их в гражданских правах, устранение иных последствий произвола и обеспечение посильной в настоящее время компенсации материального ущерба.

Согласно данному законодательному акту (ст.3) подлежат реабилитации:
- осужденные за государственные и иные преступления;
- репрессированные по решению ВЧК, ГПУ, ОГПУ, УНКВД, НКВД, МГБ, МВД, прокуратуры, комиссий, «особых совещаний», «двоек», «троек» и иных органов;
- подвергнутые ссылке, высылке, направлению на спецпоселение, привлечению к принудительному труду и иным ограничениям прав и свобод;
- необоснованно помещённые в психиатрические учреждения на принудительное лечение;
- необоснованно привлечённые к уголовной ответственности с прекращенным по нереабилитирующим основаниям делом;
- признанные социально опасными по политическим мотивам и подвергнутые лишению свободы, ссылке, высылке без предъявления обвинения в совершении конкретного преступления.

К примеру, подлежат реабилитации лица, осуждённые по так называемым контрреволюционным статьям, другими словами — по политическим мотивам, включая «экономических контрреволюционеров», «вредителей». После смерти И. В. Сталина Президиум ЦК КПСС затребовал от правоохранительных органов СССР данные о численности осуждённых за «контрреволюционные преступления». В докладе, представленном в феврале 1954 года генеральным прокурором СССР Руденко, министром внутренних дел Кругловым и министром юстиции Горшениным, было сообщено о 3 777 380 осуждённых по контрреволюционным статьям с 1921 года по 1 февраля 1954 года, из них к высшей мере наказания были приговорены 642 980 человек, заключены в лагеря и тюрьмы — 2 369 220 человек, к ссылке и высылке — 765 180 человек. Около 2,9 млн человек были осуждены внесудебными органами (коллегией ОГПУ, «тройками» и Особым совещанием), около 900 тысяч человек — судами, военными трибуналами, Спецколлегией и Военной коллегией Верховного Суда. Примерно схожие сведения — 3 778 234 репрессированных и 786 098 расстрелянных были опубликованы в 1990 году сотрудниками КГБ.
Согласно законодательству России, заявление о реабилитации может подать любое лицо: лично реабилитируемый, член его семьи, общественная организация либо стороннее лицо (ст. 6).
Особенностью российского законодательства в области реабилитации является возможность установления факта применения репрессивных мер на основании свидетельских показаний, на что обратил внимание Верховный Суд РФ в своём определении от № 31-В98-9 30.03.1999:
... возможность установления факта применения репрессии на основании свидетельских показаний в судебном порядке при отсутствии документальных сведений прямо предусмотрена частью 2 статьи 7 Закона Российской Федерации «О реабилитации жертв политических репрессий».
Реабилитированным возвращается и необходимое им для проживания недвижимое имущество (либо стоимость данного имущества), если таковое не было национализировано или (муниципализировано), уничтожено во время Великой Отечественной войны и при отсутствии иных препятствий, предусмотренных статьёй 16.1 Закона «О реабилитации жертв политических репрессий».
В случае смерти реабилитируемого лица возврат конфискованного и утерянного вследствие применения репрессий имущества, возмещение его стоимости либо выплата денежной компенсации производится его наследникам по закону первой очереди в равных долях: его детям, супруге и родителям. В соответствии с частью 4 Гражданского кодекса, сроки охраны интеллектуальных и авторских прав в этом случае отсчитываются не с даты смерти, а с даты реабилитации.
Право на реабилитацию имеют как граждане Российской Федерации, так и граждане государств — бывших республик СССР, иностранные граждане и лица без гражданства.
Особое внимание органы государственной власти уделяют реабилитации репрессированного российского казачества, подвергшегося массовому террору в ходе которого репрессии проводились в форме расказачивания. 16 июля 1992 года Верховный Совет Российской Федерации издал Постановление № 3321-1 «О реабилитации казачества», дополняя тем самым вышеуказанные законодательные акты в области данной репрессированной культурно-этнической общности. Законодательный акт отменил «как незаконные все акты в отношении казачества, принятые начиная с 1918 года, в части, касающейся применения к нему репрессивных мер» (ст.1 Постановления). Ранее, 15 июня 1992 года издаётся Указ Президента Рф «О мерах по реализации закона Российской федерации „О реабилитации репрессированных народов“ в отношении казачества», постановивший «осудить проводившуюся партийно-государственную политику репрессий, произвола и беззакония в отношении казачества и его отдельных представителей в целях его реабилитации как исторически сложившейся культурно-этнической общности людей».
Для облегчения и упрощения реабилитации репрессированных в детском возрасте лиц, находившихся в местах лишения свободы, ссылке или высылке и увеличения материальной базы для реализации реабилитации 23 апреля 1996 года издается Указ Президента РФ № 602 «О дополнительных мерах по реабилитации жертв политических репрессий»
Реабилитация священнослужителей и жертв политических репрессий, подвергшихся таковым по причине своих убеждений и веры была произведена Указом Президента РФ № 378 от 14 марта 1996 года «О мерах по реабилитации священнослужителей и верующих, ставших жертвами необоснованных репрессий», который осудил «многолетний террор, развязанный большевистским партийно-советским режимом в отношении священнослужителей и верующих всех конфессий» (ст. 1).
Деятельность органов Прокуратуры РФ в вопросе реабилитации жертв политических репрессий регламентирована Приказом Генпрокуратуры РФ от 5 февраля 2008 г. № 21 «Об организации деятельности Органов Прокуратуры по исполнению и надзору за исполнением закона Российской Федерации „О реабилитации жертв политических репрессий“», который, в частности, акцентирует на регулярную необходимость проверки законности деятельности комиссий по восстановлению прав реабилитированных жертв политических репрессий, надзора за соблюдением законодательства в области реабилитации всеми участниками процесса реабилитации, надзора за соблюдением прав реабилитирующих лиц, надзора за соблюдением законодательства, регламентирующего вопросы социальной поддержки реабилитированных и пострадавших от политических репрессий, предоставления им установленных гарантий и компенсаций, целевого использования выделяемых федеральными, региональными, республиканскими и муниципальными органами власти денежных средств.
В 2006 г. ЛДПР внесла в Госдуму проект федерального закона «О реабилитации участников Белого Движения». Госдума отклонила указанный законопроект в I чтении.
Наиболее ярким и продолжительным был процесс реабилитации последнего российского императора Николая II и царской семьи, завершившийся окончательным решением о реабилитации, которое вынес 1 октября 2008 года Президиум Верховного суда Российской Федерации, удовлетворив надзорную жалобу Дома Романовых:
Президиум Верховного суда Российской Федерации постановил признать необоснованными репрессии и реабилитировать Романова Николая Александровича, Романову Александру Федоровну, Романову Ольгу Николаевну, Романову Татьяну Николаевну, Романову Марию Николаевну, Романову Анастасию Николаевну и Романова Алексея Николаевича
В июне 2009 года Генеральной прокуратурой РФ реабилитированы ещё шесть членов семьи Романовых, репрессированные по классовому и социальному признаку.

### Статистика реабилитации в России
Органами прокуратуры РФ с 1992 по 2004 гг. было рассмотрено 978 891 заявление, из них было разрешено — 797 532 и удовлетворено — 388 412, проверено 636 335 дел в отношении 901 127 человек и реабилитированы 634 165 человек, признаны пострадавшими от политических репрессий более 326 тысяч человек.
Всего, по оценкам Генеральной Прокуратуры РФ и комиссии по реабилитации, в СССР и РСФСР «жертвами политических репрессий стали около 32 миллионов человек, в том числе 13 миллионов — в период Гражданской войны», о чём заявил председатель Комиссии по реабилитации жертв политических репрессий при Президенте РФ Александр Яковлев.

#### Реабилитация в регионах РФ
В Липецкой области на момент 23 декабря 2005 года сотрудниками Прокуратуры РФ было рассмотрено около 21 тысячи уголовных дел в отношении лиц, репрессированным по политическим мотивам, реабилитировано 18,5 тысяч граждан, которые были осуждены к расстрелу, лишению свободы, ссылке.
В Брянской области на момент 27 марта 2008 года органы Прокуратуры рассмотрели более 8 тысяч архивных уголовных дел в отношении 10476 лиц и произвели реабилитацию 4693 осужденных политическим мотивам.

#### Списки реабилитированных в современной России
Комиссия по реабилитации жертв политических репрессий в содействии с региональным органами исполнительной власти, Прокуратурой РФ и органами местного самоуправления подготавливает печатные издания и электронные справочники под общим именем «Книга памяти жертв политических репрессий», инициатором издания которых был Уполномоченный по правам человека в России. Данные справочники являются информационным источником по реабилитации лиц, репрессированных в РСФСР и СССР. Справочники издаются во исполнение законодательных актов в области реабилитации, несут задачу восстановление исторической и социальной справедливости, восстановления доброго имени человек и отмены незаконного наказания, необоснованных и репрессивных актов государственной власти в отношении человека.
На данный момент в каждом регионе России существует пополняемая книга памяти.
Далее представлен перечень информационных баз-списков реабилитированных в России.
- Возвращённые имена — списки реабилитированных в 12 регионах России, электронные книги памяти ряда регионов России[21]
- Книга памяти реабилитированных жертв политических репрессий Владимирской области[22]
- Списки реабилитированных в Магаданской области[23]
- Списки реабилитированных в Вологодской области
- Списки реабилитированных в Еврейской автономной области[24]
- База жертв политических репрессий — «Мемориал»[25]

## Реабилитированные в других странах
- Жанна д’Арк, (1412—1431), канонизирована в святые в 1920 г.
- Данте Алигьери — реабилитирован в 2008 году.
- Галилей, Галилео, (1564—1642), реабилитирован в 1992 г.
- Альфред Дрейфус (1859—1935), реабилитирован в 1906 г.
- Йожеф Миндсенти (1892—1975), реабилитирован в 2012 г.
- Янош Кадар (1912—1989), реабилитирован в 1954 г.
- Дьюла Каллаи (1910—1996), реабилитирован в 1954 г.
- Ласло Райк (1909—1949), реабилитирован в 1955 г.
- Имре Надь (1896—1958), реабилитирован в 1989 г.
- Владислав Гомулка (1905—1982)
- Густав Гусак (1913—1991), реабилитирован в 1963 г.
- Рудольф Сланский (1901—1952), реабилитирован в 1963 г.
- Лю Шаоци (1892—1975), реабилитирован в 1980 г.